# Лінувко
Лінувко (пол. Linówko, нім. Klein Lienichen) — село в Польщі, у гміні Інсько Старгардського повіту Західнопоморського воєводства.
Населення — 181 особа (2011).
У 1975-1998 роках село належало до Щецинського воєводства.

## Демографія
Демографічна структура станом на 31 березня 2011 року:
|          | Загалом | Допрацездатний вік | Працездатний вік | Постпрацездатний вік |
| -------- | ------- | ------------------ | ---------------- | -------------------- |
| Чоловіки | 98      | 22                 | 66               | 10                   |
| Жінки    | 83      | 14                 | 53               | 16                   |
| Разом    | 181     | 36                 | 119              | 26                   |